# Carlo Pontiggia
Carlo Pontiggia (Varese, 26 febbraio 1910 – ...) è stato un calciatore italiano, di ruolo Mediano.

## Carriera
Cresciuto nel Varese dove ha giocato quattro stagioni, è poi passato alla Comense in Serie B disputandovi due stagioni dal 1933 al 1935, ha esordito in Serie B a Cremona il 10 settembre 1933 nella partita Cremonese-Comense (0-0), poi ha disputato due stagioni a Gallarate.